# Sorin Frunză
Sorin Frunză (n. 28 martie 1978, Jorăști) este un jucător român de fotbal care evoluează la clubul Dacia Unirea Brăila. Și-a făcut debutul în Liga I la data 11 august 2004.

## Performanțe internaționale
A jucat pentru Unirea Urziceni în grupele UEFA Champions League 2009-10, contabilizând 5 meciuri în această competiție.

## Titluri
| Sezon   | Club            | Titlu  |
| ------- | --------------- | ------ |
| 2008-09 | Unirea Urziceni | Liga I |